# Legio VII Gemina

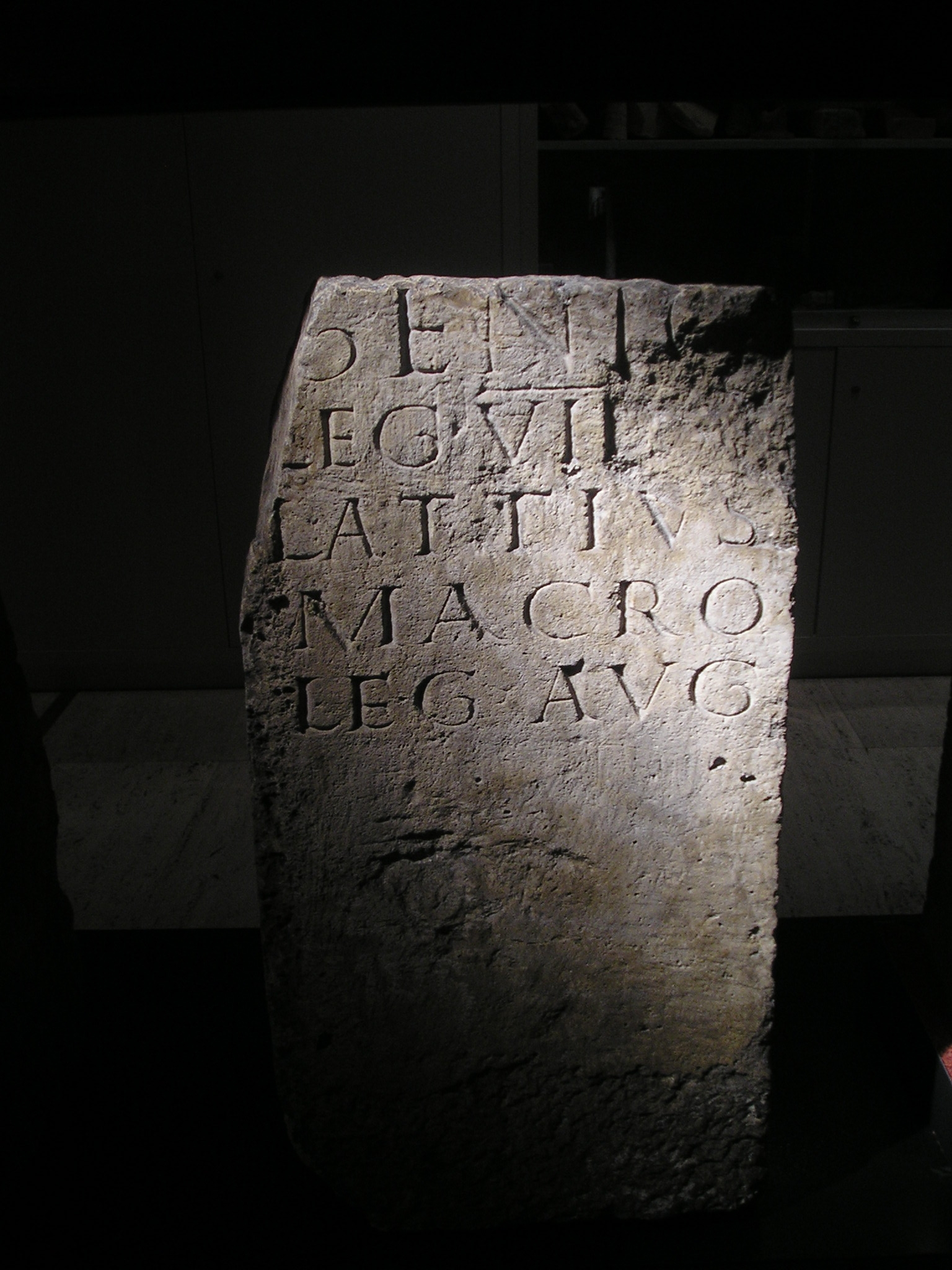
Votivaltar für den Genius der Legio VII Gemina (Museo de León).

Die Legio VII Gemina war eine Legion der römischen Armee, die im Jahr 68 von Kaiser Galba aufgestellt wurde. Ihre Geschichte ist bis in die Spätantike nachweisbar, vor allem durch inschriftliche Zeugnisse von der iberischen Halbinsel. Ihr Name existiert noch heute im Namen der Stadt León in der Autonomen Gemeinschaft Kastilien und León in Spanien, wo die Legio VII Gemina jahrhundertelang ihr wichtigstes Standlager besaß.

## Geschichte der Legion

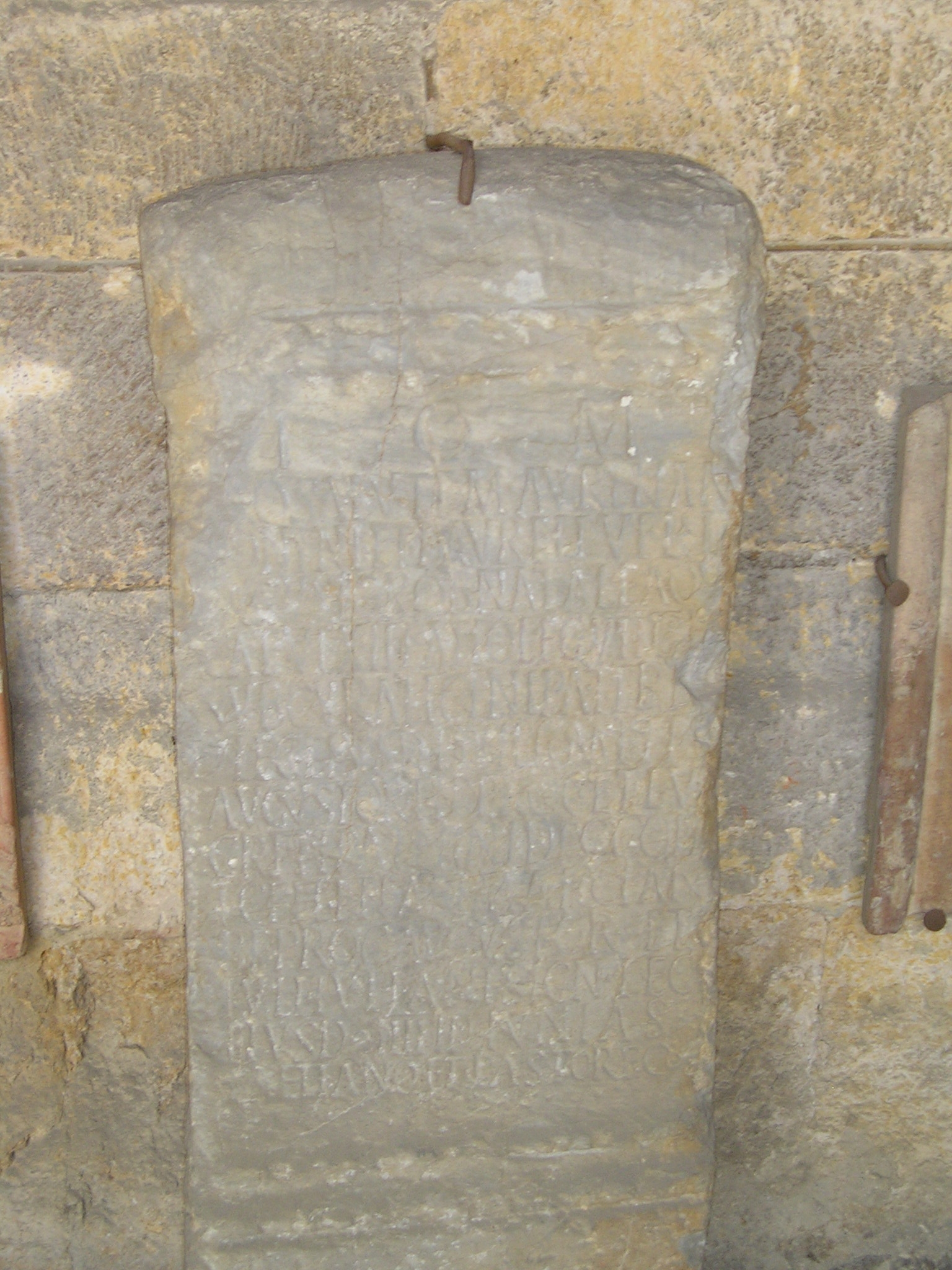
Weihestein zum „Geburtstag des Adlers“

### Aufstellung, Vierkaiserjahr und flavische Zeit
Anlass zur Schaffung einer neuen Legion war die Ausrufung Galbas, zum damaligen Zeitpunkt Statthalter der Provinz Hispania citerior, am 3. April 68 in Carthago Nova zum Kaiser. Schon am 10. Juni des Jahres 68 erhielt sie ihre Feldzeichen (signa) und den Legionsadler (aquila). Das Datum als natalis aquilae (Geburt des Adlers) ist belegt in einer Serie von Inschriften aus Villalís in der Nähe von Astorga. Es handelt sich um Weihinschriften, die anlässlich des Jahrestages gesetzt wurden. Einen Beinamen trug sie zunächst nicht. Tacitus nennt sie wohl aus Unterscheidungsgründen Galbiana oder Hispana, schließlich „erst neulich von Galba ausgehobene 7. Legion“. Möglicherweise erhielt sie von Galba die Nummer VII im Anschluss an die Legio VI Victrix, welche zum Zeitpunkt der Aushebung in der Provinz stand. 
Die Legion unterstützte Galba im Bürgerkrieg des Vierkaiserjahres und wurde zu diesem Zweck von Spanien nach Rom entsandt, um später in der pannonischen Stadt Carnuntum die Legio X Gemina abzulösen. Nach Galbas Tod schloss sich die Legion zusammen mit den illyrischen Heeren seinem Nachfolger Otho an, kam jedoch in der entscheidenden Schlacht von Bedriacum nicht mehr zum Einsatz. Vitellius sandte sie nach Pannonien zurück. Unter ihrem Legatus Marcus Antonius Primus schlug sich die Legion auf die Seite Vespasians und marschierte bald wieder nach Italien. Tacitus erwähnt, dass sie in der Schlacht von Cremona sechs Centurionen der ersten Rangklasse verlor. Unklar ist, ob die Legion daraufhin sofort nach Germanien versetzt wurde, oder ob sie nochmals für kurze Zeit nach Carnuntum oder gar nach Spanien zurückkehrte. Hinweise auf die Legion stammen aus der frühen Regierungszeit des Vespasian vordringlich vom Oberrhein, wo beispielsweise die Aktionen des Pinarius Clemens zu dieser Zeit durchgeführt wurden. Einige Ziegelstempel weisen die Legion in der Gegend um Mainz nach.
Im Jahr 70 wurde die Legio VII von Vespasian unter Einziehung von Soldaten der Legio I Germanica neu formiert und erhielt dadurch den Beinamen Legio VII Gemina (lat. gemina „Zwilling“). Um das Jahr 74 war die Einheit mit dem zusätzlichen Beinamen Felix (die „Glückliche“) wieder in Spanien, wo sie bis zum 3. Jahrhundert im Legionslager Legio (León) bezeugt ist. Die anderen „spanischen“ Legionen (I Adiutrix, VI Victrix und X Gemina) waren zu Beginn des Jahrzehnts nach Germanien verlegt worden um den Bataveraufstand zu beenden, so dass die VII Gemina neben wenigen Auxiliartruppen die Garnison der iberischen Halbinsel darstellte. Teile der Legion wurden an den Pässen nach Asturia Transmontana und in Asturica Augusta (Astorga) stationiert. Im Jahr 79 n. Chr. ist die Legio erstmals auf einer sicher datierbaren Inschrift belegt, die als Weihinschrift von 10 callaecischen Gemeinden dem Kaiser und seinen Söhnen gewidmet wurde.

### Hohe Kaiserzeit
Der spätere Kaiser Trajan war in den späten 80er Jahren des 1. Jahrhunderts Kommandant der Legio VII. Während des Aufstandes des Lucius Antonius Saturninus marschierte sie zum Schutze Italiens zunächst nach Aquileia, kam aber nicht mehr zum Einsatz. Unter Hadrian (117–138) wurde eine je 1.000 Mann starke Vexillation der Legio VII Gemina, Legio VIII Augusta und der Legio XXII Primigenia zum Bau des Hadrianswalls nach Britannien verlegt.
Die Legion blieb während der mittleren Kaiserzeit fest in León stationiert, doch waren Detachements auch an zahlreichen anderen Orten, wie zum Beispiel Empúries, Tresminas und Asturica Augusta (Astorga) in der Hispania citerior und Lago das Covas in Lusitania belegt. Vereinzelte Inschriften- oder Ziegelstempelfunde aus Nordafrika und Dakien könnten eine Abordnung von Vexillationen zu auswärtigen Kriegen belegen. Im sonst ruhigen Hispania wurde die Legion in den Jahren 171–172/173 unter ihrem Legaten Publius Cornelius Anullinus eingesetzt um einen Maureneinfall an der Südküste zu bekämpfen.

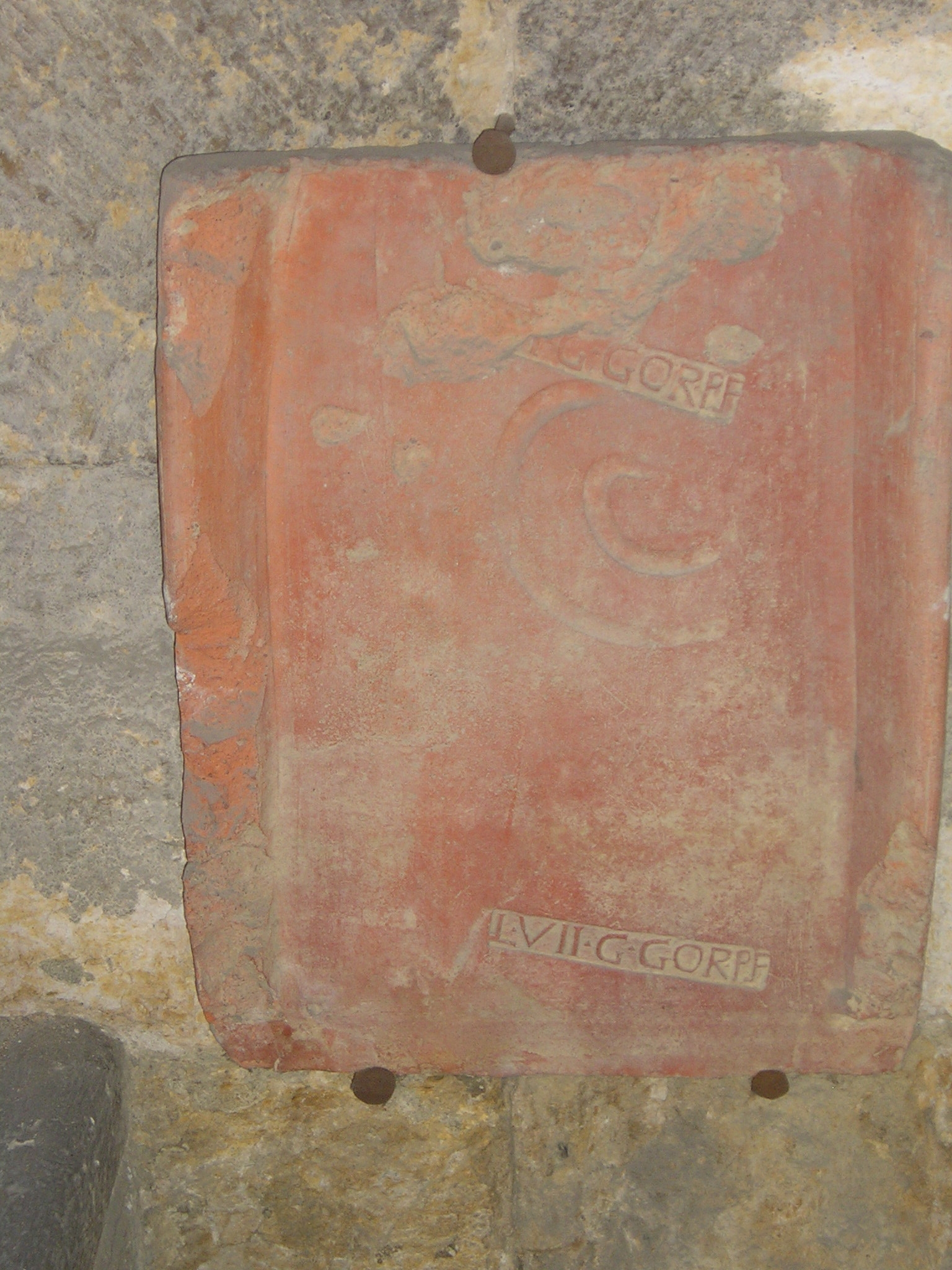
Ziegelstempel der L(egio) VII G(emina) GORD(iana) P(ia) F(elix)

Clodius Albinus wurde 195/196 zum Gegenkaiser im Westen ausgerufen. Unterstützung fand er bei den britannischen Legionen und zunächst auch bei der Legio VII Gemina. Die VII Gemina wechselte dann auf die Seite von Septimius Severus oder verhielt sich zumindest passiv. Der Bürgerkrieg endete im Februar 197 mit dem Sieg des Septimius Severus bei Lugdunum (Lyon). Von 197 bis 199 war Tiberius Claudius Candidus legatus Augustorum pro praetore provinciae Hispaniae citerioris (Statthalter der Provinz Hispania citerior) und ging mit der Legio VII Gemina „zu Lande und zu Wasser“ (terra marique) gegen den zum öffentlichen Feind erklärten Lucius Novius Rufus, Statthalter der Hispania Tarraconensis, vor, der ein Anhänger des Clodius Albinus war. Dafür erhielt die Legio VII Gemina den Beinamen pia bzw.pia felix. Von 202 bis wohl 205 war Quintus Hedius Lollianus Plautius Avitus Legat der Legion. Eine Inschrift des zum Statthalter beförderten Quintus Hedius Lollianus Plautius Avitus aus den Jahren 208–211, nennt die Legion erstmals P(ia) F(elix). Die Beinamen sind auch durch Ziegelstempel belegt.
Nochmals unter einem Kaiser des severischen Kaiserhauses, Severus Alexander (222–235), könnte die Legion zu einem auswärtigen Krieg zumindest teilweise abkommandiert worden sein. Ein in Aquae Mattiacorum (Wiesbaden) gefundener Altar eines Centurio der Legio VII Gemina Alexandriana kann in Verbindung mit dem geplanten Germanenkrieg des Severus Alexander gesehen werden, zu dem Einheiten und Vexillationen aus dem gesamten Reich zusammengezogen wurden. Von Kaiser Gordian III. (238–244) erhielt die Legion den Beinamen Gordiana. Kriegerische Aktivitäten des 3. Jahrhunderts n. Chr. liegen von der iberischen Halbinsel nur im Frankeneinfall von 260 n. Chr. vor. Die Legion spielte politisch nur noch eine untergeordnete Rolle, da die sogenannten Soldatenkaiser von den großen zusammenhängenden Verbänden des Rheins, der Donau und des Orients ausgerufen wurden.

### Spätantike
Die Reformen Diokletians (284–305) und Konstantin des Großen (306–337) führten zur Ausgliederung und Verselbständigung mehrerer Vexillation. Im Laufe des 4. Jahrhunderts verminderte sich die Truppenstärke auf der iberischen Halbinsel auf etwa 2.000 bis 3.000 Legionäre.
Ein Teil der Legion wurde als Septimani Gemina im Laufe des 4. Jahrhunderts in den Osten des Reiches verlegt und dienten als Comitatenses unter dem Magister Militum per Orientem. Im frühen 5. Jahrhundert war die Legio septima gemina noch immer in Legio (León) stationiert. Die verkleinerte Legion gehörte zur niedrigsten Heeresgattung des spätrömischen Heeres, den sogenannten Limitanei (Grenzheer) und unterstand dem magister peditum des Westreiches. Die Septimani dienten als Pseudocomitatenses unter dem Magister Peditum Praesentalis, der auch den Oberbefehl über die zu Comitatenses (Feldheer) aufgestiegenen Septimani seniores und Septimani iuniores hatte. Die Septimani seniores waren in Hispania stationiert, wohingegen die Septimani iuniores auf Standorte in Italien, Gallien und Mauretania Tingitana aufgeteilt waren. Die Septimani seniores und Septimani iuniores unterstanden dem Magister Equitum Galliarum.

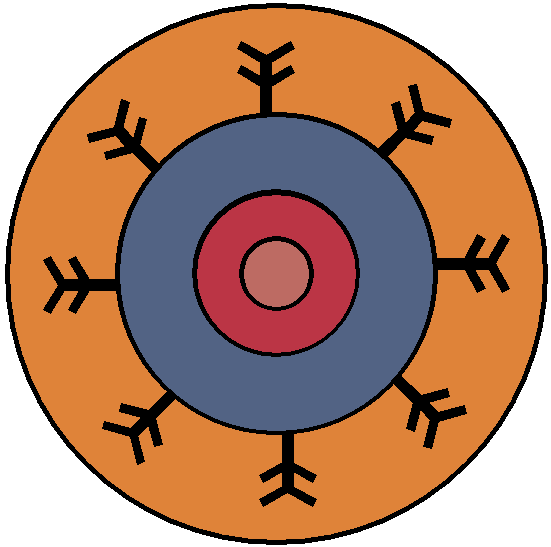
Schildbemalung der Septimani Gemina im frühen 5. Jahrhundert.
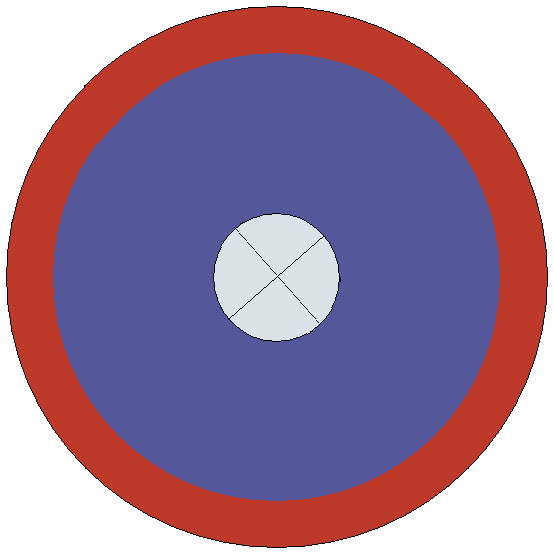
Schildbemalung der Septimani im frühen 5. Jahrhundert.
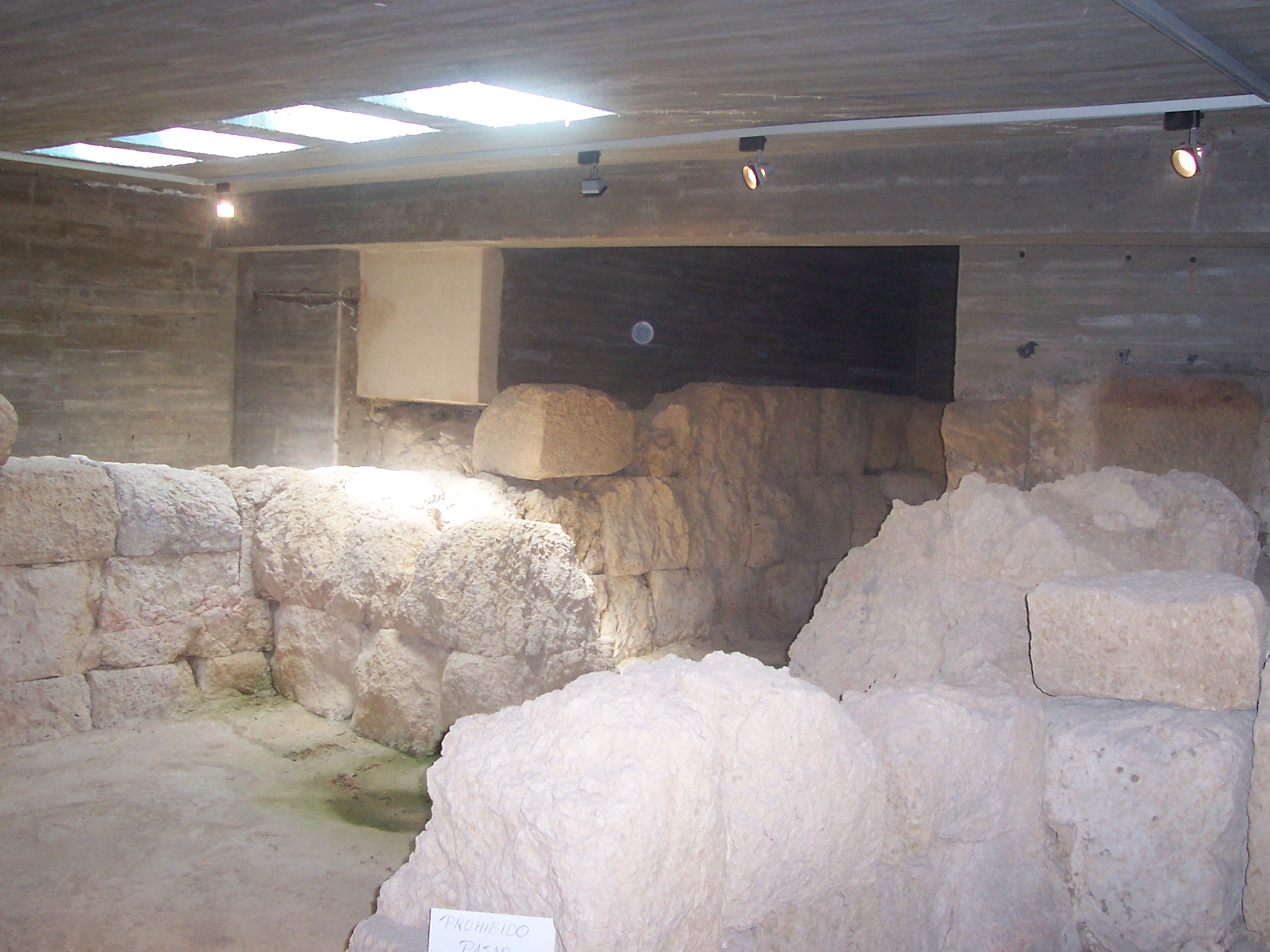
Freigelegte porta principalis sinistra des Legionslagers, konserviert in der „Cripta arqueológica de Puerta Obispo“.
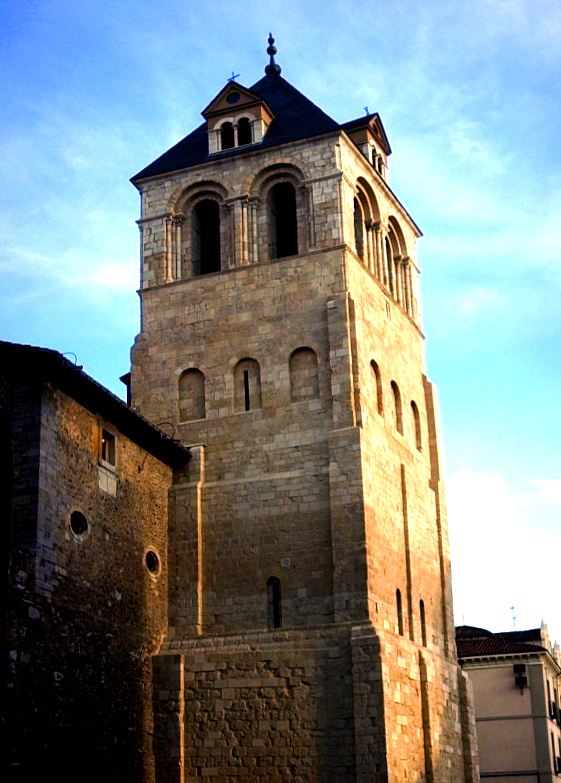
Der Turm von San Isidoro enthält Mauerwerk eines Turms des spätantiken Legionslagers.

## Legionslager

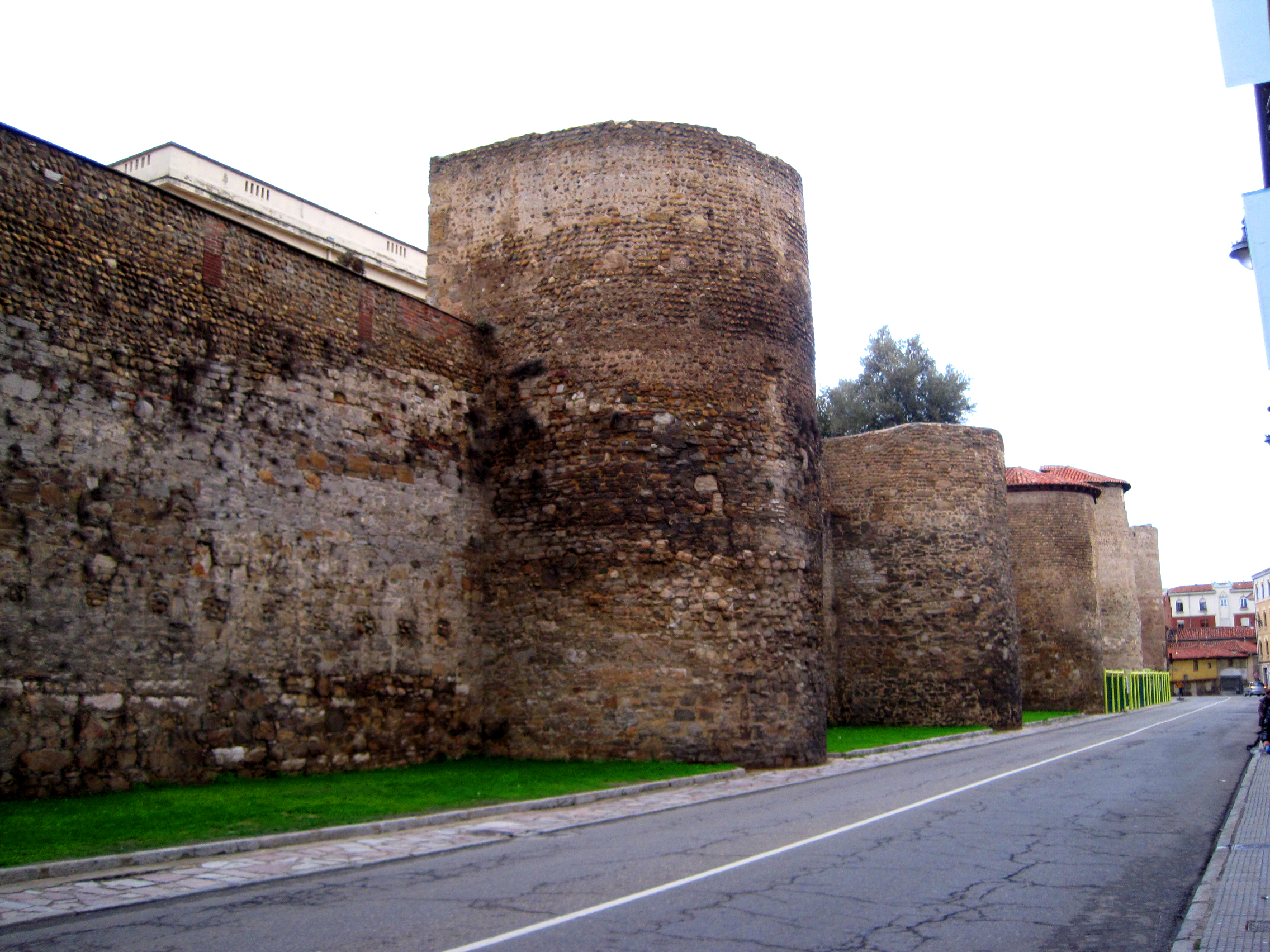
Spätantike Stadtbefestigung von León

Das Lager, welches sich in der heutigen Altstadt von León befand, maß 570 × 350 m und besaß damit eine Innenfläche von etwas weniger als 20 ha. Damit befindet es sich von der Größe her in Gesellschaft mit dem großen Lager von Haltern (augusteisch, 20 ha) oder dem Legionslager von Straßburg. Es nimmt eine leichte Anhöhe über dem Zusammenfluss des Río Torío und des Río Bernesga ein. Das Lager selbst bildet mit Ausnahme der Südostecke ein gleichmäßiges, fast nach Norden ausgerichtetes Rechteck.
Das Lager war während der frühen Kaiserzeit von einer 1,80 m starken Mauer umgeben. In spätantiker Zeit, als viele Städte ihre Stadtmauern erneuerten oder neu bauten, erhielt auch León eine der mächtigsten Festungsanlagen der iberischen Halbinsel. Vor die alte Mauer, die an vielen Stellen noch nachzuweisen ist, wurde eine neue, 7 m breite Mauer gesetzt. Deren Türme, von denen noch 48 nachweisbar sind, springen ca. 5,80 m aus der Mauer hervor. Die Mauer selbst besteht im unteren Teil und an den Türmen aus wiederverwendeten Quadern, sonst aus Bruchsteinen und opus caementicium. Ihre antike Höhe ist schwer zu ergänzen, da die Mauer im Mittelalter mehrmals umgebaut wurde und der antike Mauerabschluss heute nicht mehr zu ermitteln ist. Es handelt sich um einen der größten Festungsbauten dieser Zeit auf der Halbinsel.
Von der Innenbebauung ist durch die durchgängige Besiedlung des Areals wenig bekannt. Unter der Kathedrale von León wurden 1884 Mauerreste und ein Mosaik mit Fisch- und Algendarstellungen entdeckt. 1888 fand man unter den Treppen am Hauptportal der Kathedrale die Reste dreier Hypokaustanlagen, die durch 1,20 m breite Mauern voneinander getrennt waren. Der Befund könnte für eine Thermenanlage sprechen, was aber innerhalb des Lagerareals eher ungewöhnlich erscheint.

## Epigraphische Quellen

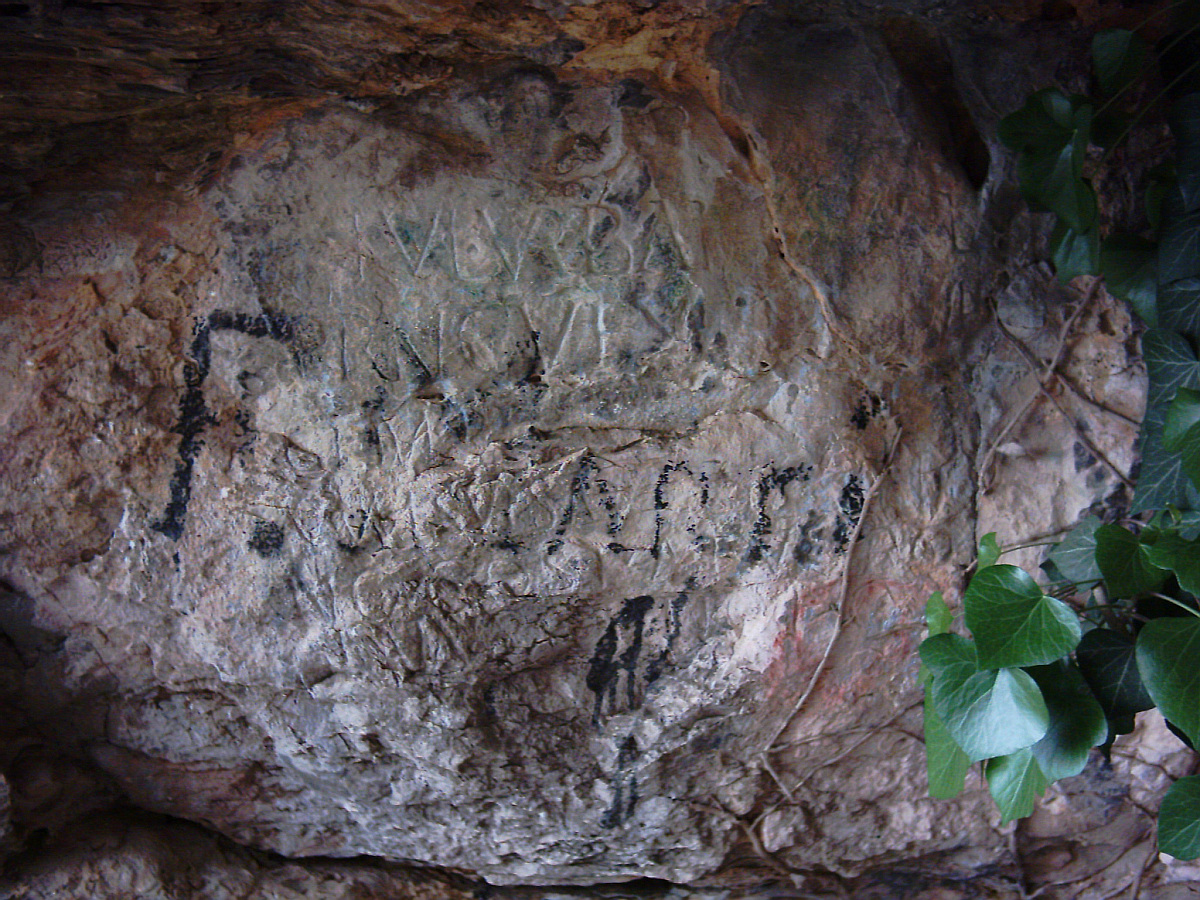
Inschrift bei der Höhle Cova de l’Aigua bei Denia

153 Inschriften einfacher Soldaten einschließlich von Fundorten außerhalb der iberischen Halbinsel, sind bekannt, die sich meist durch die ausdrückliche Erwähnung der VII. Legion identifizieren lassen. Hinzu kommen 43 Centurionen, 22 Tribunen des ritterlichen Standes, 8 tribuni laticlavii, sowie 15 Legionslegaten. Hinzu gerechnet werden muss wohl weiterhin die große Zahl der Inschriften, welche Soldaten nennt, die zum Stab des Statthalters abkommandiert wurden, sogenannte principales, sowohl in Tarraco als auch in Emerita Augusta.
In Tarraco sind die Militärinschriften am häufigsten, weitere wichtige Fundorte sind neben Mérida und León besonders Asturica, Villalís, Rosinos de Vidriales und Trêsminas. Die letztgenannten Orte dürften in Verbindung mit dem Erzabbau im Nordwesten Spaniens und Nordportugals stehen, dessen Organisation eine wesentliche Aufgabe der Legion in Friedenszeiten war. Ein weiteres Beispiel für die weiträumige Stationierung stammt aus dem Bürgerkriegsjahr 238 als eine Vexillation der Legio VII Gemina Pia Felix Maximiniana unter dem princeps vexillationis Caius Iulius Urbanus bei Dianium (Dénia) ihr Lager hatte um diesen Abschnitt der spanischen Ostküste zu sichern.